# Парава (комуна)
Парава (рум. Parava) — комуна у повіті Бакеу в Румунії. До складу комуни входять такі села (дані про населення за 2002 рік):
- Дрегушань (936 осіб)
- Парава (949 осіб)
- Редоая (1207 осіб)
- Теюш (301 особа)

Комуна розташована на відстані 218 км на північ від Бухареста, 29 км на південь від Бакеу, 105 км на південний захід від Ясс, 128 км на північний захід від Галаца, 127 км на північний схід від Брашова.

## Населення
За даними перепису населення 2002 року у комуні проживали 3393 особи.
Національний склад населення комуни:
| Національність | Кількість осіб | Відсоток |
| -------------- | -------------- | -------- |
| румуни         | 2698           | 79,5%    |
| цигани         | 692            | 20,4%    |
| угорці         | 1              | < 0,1%   |
| німці          | 1              | < 0,1%   |
| поляки         | 1              | < 0,1%   |

Рідною мовою назвали:
| Мова      | Кількість осіб | Відсоток |
| --------- | -------------- | -------- |
| румунську | 3234           | 95,3%    |
| циганську | 159            | 4,7%     |

Склад населення комуни за віросповіданням:
| Релігія       | Кількість осіб | Відсоток |
| ------------- | -------------- | -------- |
| православні   | 3339           | 98,4%    |
| адвентисти    | 40             | 1,2%     |
| римо-католики | 6              | 0,2%     |
| бретрени      | 4              | 0,1%     |
| старообрядці  | 3              | 0,1%     |